# Luis Gualtieri
Luis Gualtieri (Venecia, 1820 - d. de 1882) fue un pintor, acuarelista, fotógrafo y restaurador italiano afincado en España.

## Biografía
Poco se sabe sobre él, algo más apenas de lo que ha conseguido reunir Fernando Alcolea. En 1842 ya estaba en España, y anduvo por Cádiz, Sevilla y otras ciudades españolas hasta establecer un taller de restauración y venta de cuadros en Madrid en 1846. En 1847 tuvo un altercado con otro pintor en Madrid, Mariano Rodríguez. A mediados de octubre de 1850 se instaló en Barcelona, seguramente porque le embargaron los cuadros en Madrid, y amistó con el revolucionario Francisco de Paula Coello, director de El Republicano y jefe del Partido Demócrata en la ciudad. Y en la noche de San Juan del 24 de junio de 1851, cuando los dos paseaban con otros, fueron atacados por la Ronda de Tarrés, siendo asesinado Francisco de Paula Coello y quedando seriamente herido Gualtieri. Se repuso y volvió a Madrid, donde siguió con su negocio de restauración en la calle de la Cruz, en el que alcanzó gran prestigio al restaurar una importante pieza de Rubens. También fue marchante de cuadros y recibía comisiones por venderlos. Emprendió un viaje por Tierra Santa, Arabia y Egipto, en el curso del cual pintó numerosas acuarelas que expuso a su vuelta en Madrid en marzo de 1860. Incluso fue recibido por la reina Isabel II y le regaló un álbum que reproducía los más notables monumentos artísticos de su viaje. En septiembre del mismo año ya había vuelto a abrir un taller de restauración en Madrid:
Es uno de los restauradores más famosos de Europa. Para él es indiferente que la pintura, cuya restauración se le encarga, esté hecha en tela, cobre ó tabla. Hemos visto trabajos suyos de este género y siempre nos ha sorprendido la identidad que sabe establecer entre la obra primitiva y la suya. Cuadros de gran precio en estado de deterioro gravísimo, han recobrado por completo la vida y la belleza en manos del artista, cuya resolución de vivir entre nosotros celebramos, augurándole el más lisonjero porvenir en esta corte.
Volvió a Barcelona, donde al menos desde 1865 siguió con su negocio de restauración, que amplió restaurando grabados impresos e instalando un estudio fotográfico. Participó además en Exposición de Bellas Artes de mayo de 1870 en el paseo de Gracia. Se casó con Isabel Castaño de Gualtieri, cantante y profesora que tenía un colegio de niñas en la calle del Ramal de Vigo, lugar donde se trasladó a vivir Luis Gualtieri. Aún seguía pintando a mediados de 1882.